# Anisodes faustina
Anisodes faustina là một loài bướm đêm trong họ Geometridae.